# Абонг-Мбанг
А́бонг-Мбанг (фр. Abong-Mbang) — город и коммуна в Восточном регионе Камеруна, административный центр департамента О-Ньонг. Большинство населения коммуны составляют представители народа мака, говорящие на одноимённом языке фанг, относящемся к группе банту. В 2005 году население коммуны составляло 29 005 человек, 15 663 из которых проживали в самом городе, а остальные — в окрестных деревнях, подчинённых ему административно.

## География
Абонг-Мбанг расположен в юго-восточной части Камеруна. Расстояние до административного центра региона Бертуа по прямой составляет около 89 километров, до столицы государства Яунде — 188 километров, до границы с Габоном и Республикой Конго — 192.

## Экономика
Большая часть населения коммуны занята в сельском хозяйстве. Культивируются кофейное дерево, табак, какао. На территории коммуны действует нидерландский гуманитарный фонд «Дети Абонг-Мбанга».